# Seznam južnoafriških kardinalov
Seznam južnoafriških kardinalov.

## B
- Stephen Brislin

## M
- Owen McCann

## N
- Wilfrid (Fox) Napier